# 兵庫県道125号洲本松帆線
兵庫県道125号洲本松帆線（ひょうごけんどう125ごう すもとまつほせん）は、兵庫県洲本市から南あわじ市に至る一般県道である。

## 概要
洲本市下加茂2丁目から南あわじ市松帆古津路に至る。

### 路線データ
- 起点：洲本市下加茂2丁目（下加茂交差点、兵庫県道46号洲本五色線交点、兵庫県道474号下内膳物部線上）
- 終点：南あわじ市松帆古津路（御原橋北詰交差点、兵庫県道31号福良江井岩屋線交点）
- 総延長：12.794 km
- 緊急輸送道路[1]：南あわじ市広田広田

## 路線状況
上内膳、納 - 広田広田、榎列掃守 - 松帆古津路間で狭隘道路。それ以外の区間は2車線である。
平成16年台風第23号の影響で下加茂交差点と桑間交差点を結ぶ新加茂橋が不通になっていたが2012年（平成24年）3月26日に開通した。

### 通称
- 美緑ロード（みりょくロード）

### 重複区間
- 兵庫県道474号下内膳物部線（洲本市下加茂2丁目・下加茂交差点（起点） - 洲本市桑間・桑間交差点）
- 兵庫県道472号鳥飼浦洲本線（洲本市上内膳・上内膳交差点 - 洲本市上内膳・二本松交差点）

### 道路施設

#### 橋梁
- 下加茂橋（洲本川、洲本市）
- 桑間橋（洲本川、洲本市）
- 松島橋（倭文（しとおり）川、南あわじ市）

### 制限速度
| 区間                | 速度    |
| ------------------- | ------- |
| 下加茂 - 納         | 40 km/h |
| 納 - 広田広田       | 30 km/h |
| 広田広田            | 40 km/h |
| 広田広田 - 榎列掃守 | 50 km/h |
| 榎列掃守 - 湊       | 40 km/h |

## 地理

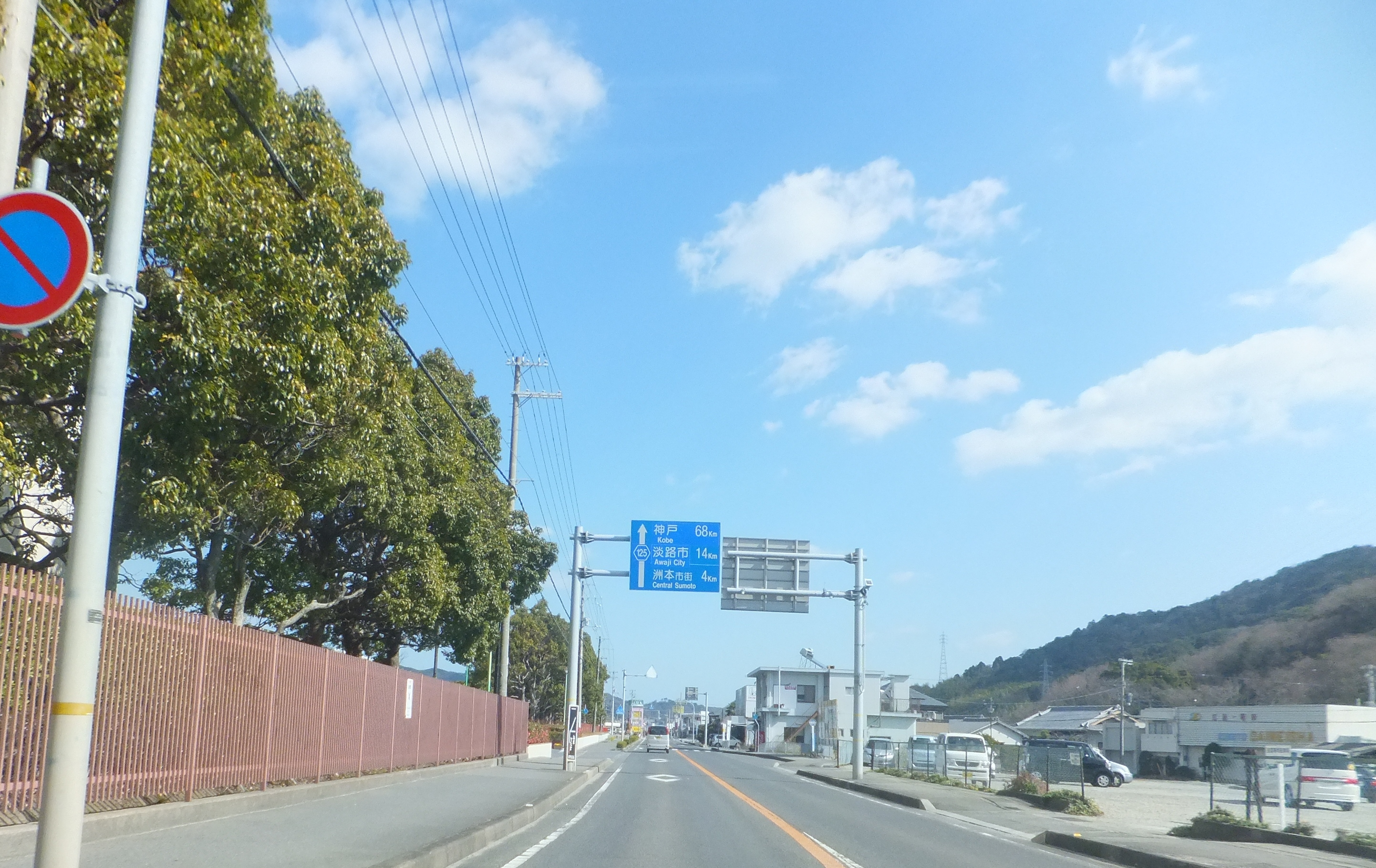
洲本市上内膳

### 通過する自治体
- 洲本市
- 南あわじ市

### 交差する道路
| 交差する道路                                                     | 市町村名   | 交差する場所               | 交差する場所            |
| ---------------------------------------------------------------- | ---------- | -------------------------- | ----------------------- |
| 兵庫県道46号洲本五色線 兵庫県道474号下内膳物部線 重複区間起点    | 洲本市     | 下加茂2丁目                | 下加茂交差点 / 起点     |
| 兵庫県道474号下内膳物部線 重複区間終点                           | 洲本市     | 桑間                       | 桑間交差点              |
| 兵庫県道472号鳥飼浦洲本線 重複区間起点                           | 洲本市     | 上内膳                     | 上内膳交差点            |
| 兵庫県道469号上内膳塩尾線 兵庫県道472号鳥飼浦洲本線 重複区間終点 | 洲本市     | 上内膳                     | 二本松交差点            |
| 兵庫県道470号倭文五色線                                          | 南あわじ市 | 倭文長田（しとおりながた） | 倭文長田交差点          |
| 兵庫県道66号大谷鮎原神代線                                       | 南あわじ市 | 榎列掃守（えなみかもり）   | 掃守交差点              |
| 兵庫県道31号福良江井岩屋線                                       | 南あわじ市 | 松帆古津路                 | 御原橋北詰交差点 / 終点 |

### 沿線
- パナソニック洲本地区 - パナソニックエナジー・プライム プラネット エナジー&ソリューションズ洲本工場
- E28 神戸淡路鳴門自動車道
  - 8 洲本IC
  - 洲本BS
  - 緑PA
  - 緑BS
- 淡路家畜保健衛生所
- サンライズ淡路・淡路ふれあい公園
- 南あわじ市企業団地
- 淡路交通湊バスターミナル
- 松帆郵便局
- 南あわじ市立松帆小学校